# Jimmy Vee

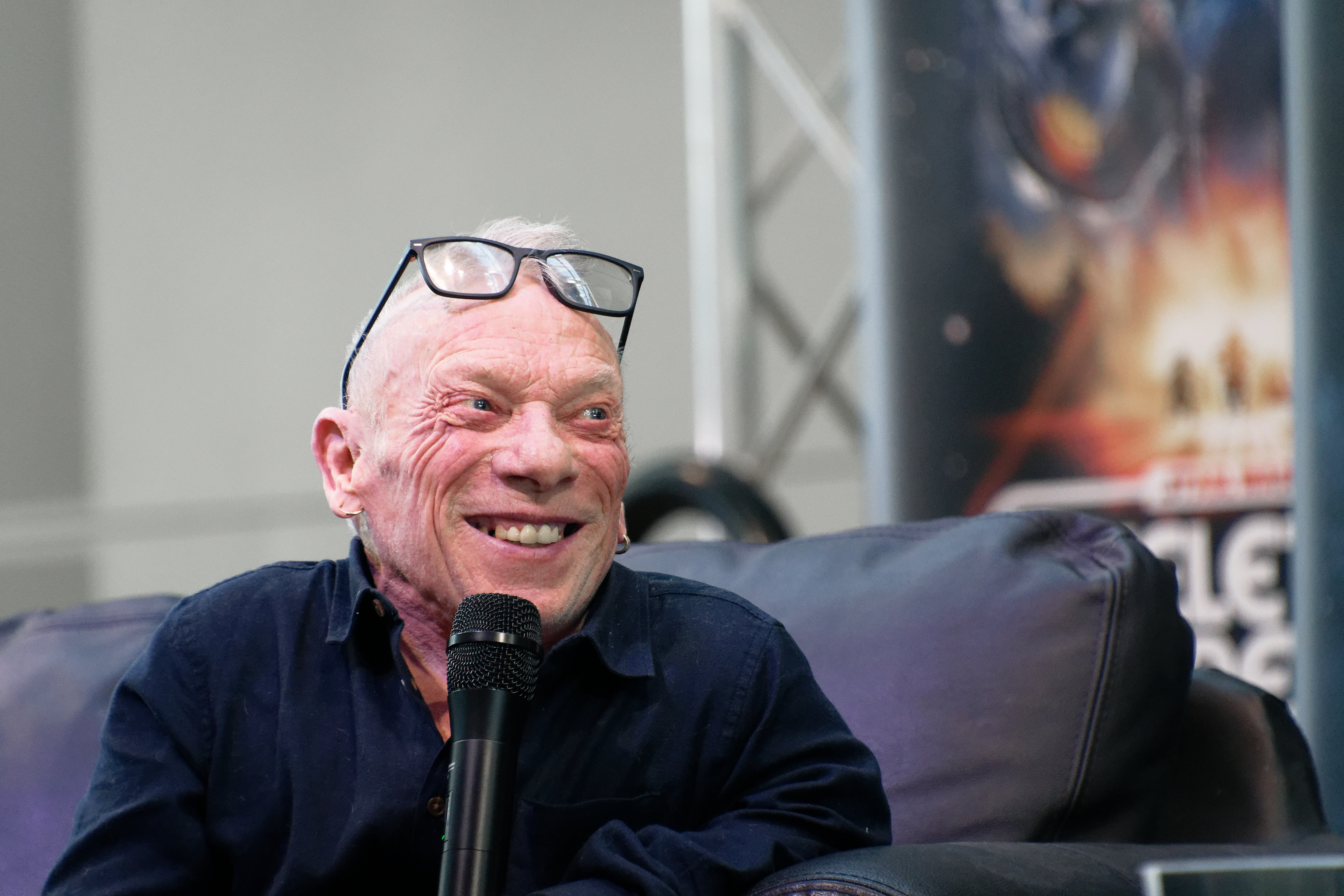
Jimmy auf der ComicCon 2024 in Stuttgart

Jimmy Vee (* 5. November 1959 in Schottland) ist ein schottischer Schauspieler, der aufgrund seines Kleinwuchses vor allem Rollen von Zwergen und Außerirdischen spielt.

## Leben
Seit 2005 spielte Vee in Doctor Who in verschiedenen Rollen mit, unter anderem als Blue Moxx und Graske. Dort war es ihm in der Rolle des Moxx von Balhoon über 10 Stunden lang nicht möglich, sein Kostüm auszuziehen.
Vee übernahm 2015 in Star Wars: Das Erwachen der Macht die Rolle von R2-D2, die zuvor in den anderen Filmen des Franchise vom 2016 verstorbenen Schauspieler Kenny Baker verkörpert worden war. Vee kannte sich zu diesem Zeitpunkt kaum mit dem Franchise aus. Die Rolle spielte er auch in den Fortsetzungen Star Wars: Die letzten Jedi und Star Wars: Der Aufstieg Skywalkers.

## Filmografie
- 2001: Harry Potter und der Stein der Weisen
- seit 2005: Doctor Who
- 2007: Skins – Hautnah
- 2009: Kilt Man
- 2015: Pan
- 2015: Star Wars: Das Erwachen der Macht
- 2017: Star Wars: Die letzten Jedi
- 2017: Dark Ascension
- 2019: Rocketman
- 2019: Star Wars: Der Aufstieg Skywalkers